# Expedición Carstensz

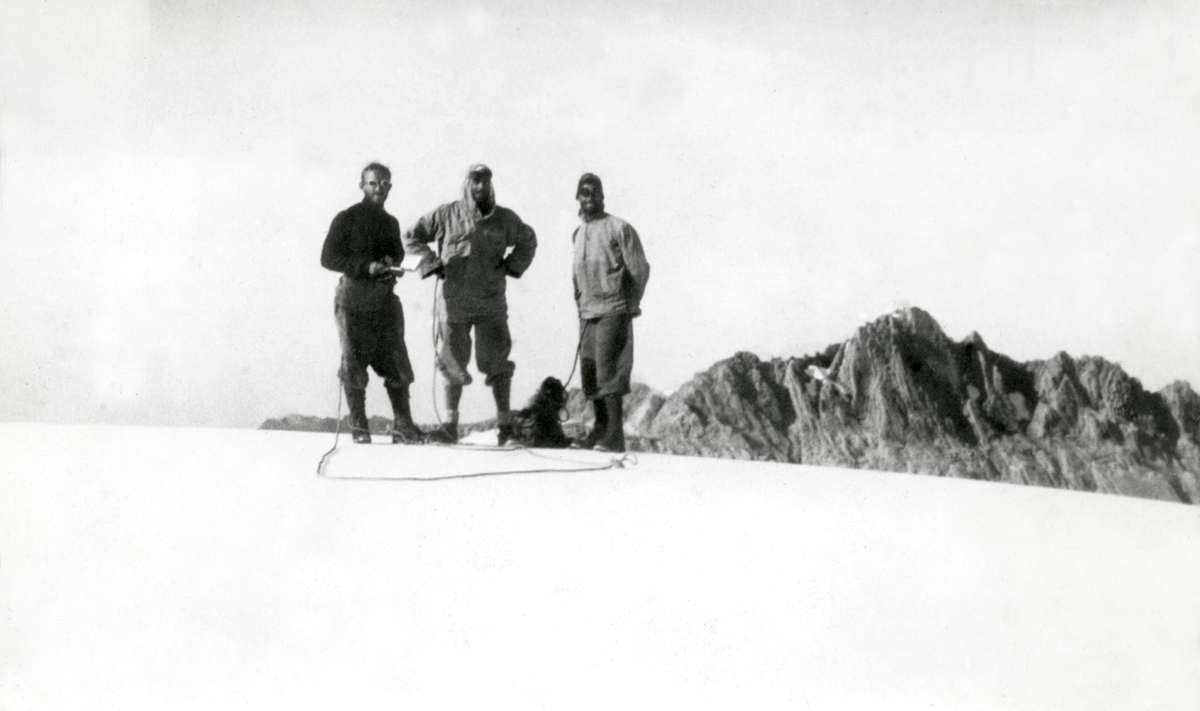
Anton Colijn, Frits Wissel y Jean Jacques Dozy durante la expedición Carstensz.

La expedición Carstensz fue realizada en 1936, liderada por el alpinista Anton Colijn, sus otros miembros fueron el geólogo holandés Jean Jacques Dozy y el piloto Frits Wissel. Salieron el 29 de octubre de 1936 de Aika, una ciudad en la costa sur de Nueva Guinea Neerlandesa y regresaron el 24 de diciembre de 1936.
El objetivo de la expedición se alcanzó escalando el pico más alto del Carstenzgebergte, que entonces era el pico nevado de Ngga Pulu (entonces cerca de 4900 m). Desde 1936, el derretimiento masivo de nieve ha causado que las torres rocosas cercanas al mente Jaya (4882 m), que la expedición no pudo subir, para convertirse en la cumbre más alta.
Dozy fue el geólogo de la expedición, y descubrió las montañas de mineral: el depósito de oro más grande del mundo. Debido a la inhóspita área y al inicio de a Segunda Guerra Mundial tardó décadas para que se iniciara la minería del oro en la mena.